# Bio Pappel
Bio Pappel, S.A.B. de C.V. es una compañía mexicana con sede en la Ciudad de México dedicada a la fabricación de papel y empaques de cartón. Su origen data desde 1975 en la ciudad de Durango, Durango, cuando se constituye como Grupo Industrial Durango, S.A. de C.V.
Bio Pappel está conformada por tres empresas: Titán, encargada de la elaboración de empaques de cartón corrugado y alta gráfica; McKinley, que produce papel para empaques, envases y envolturas; y Scribe, dedicada a la producción de papel para impresión, escritura, libretas y cuadernos.

## Historia
La historia de Bio Pappel se remonta a 1975, cuando Miguel Rincón Arredondo y sus hermanos fundan varios aserraderos en la Sierra de Durango. Posteriormente, a finales de los años 80 se consolidan en la producción de madera al comprar a Grupo Chihuahua diversas empresas madereras y papeleras. Con la compra de Grupo Industrial Atenquique y Celulósicos Centauro (en Durango) entran al giro de la producción de papel kraft y cajas corrugadas.
Para financiar la compra de Titán, el Grupo Industrial Durango decide ir al Mercado de Valores, y hacer pública la compañía vendiendo acciones en la Bolsa Mexicana de Valores (BMV: GIDUSA) y en la Bolsa de Valores de Nueva York (NYSE: GID).
En agosto de 1998 se anuncia que se llegó a un acuerdo para comprar la empresa de empaques más grande de EE. UU., FOUR M también conocida como Box USA, sin embargo un par de meses más tarde, la negociación se cae y esta transacción no se realiza.
En 2001 cambian su nombre a CORPORACIÓN DURANGO. Durante 2005, debido a problemas financieros y alto nivel de deuda, se declaran en suspensión de pagos o concurso mercantil, para reestructurar su deuda con los acreedores. En 2006 anuncian un exitoso plan de reestructuración donde logran una condonación de cierta deuda y continúan operando.
En 2007 compran el complejo Industrial Tizayuca en el estado de Hidalgo, con capacidades de producción de papel kraft y cajas corrugadas.
En 2009 debido a la crisis mundial, vuelven a entrar en proceso de Reestructuración, logrando esta vez, reducir la deuda de 500 millones de dólares a 250 millones de dólares con sus acreedores. El 2 de julio del 2010 cambian su identidad corporativa a BIO PAPPEL SAB DE CV y su base a la Ciudad de México cambiando su clave en la Bolsa Mexicana de Valores a PAPPEL.
En agosto de 2014, Grupo Bio Pappel anuncia la compra de GRUPO PAPELERO SCRIBE, empresa líder en producción y distribución de Libretas y Papel Bond en México; al 17 de octubre, la aprobación de la compra está pendiente por parte de las autoridades mexicanas.
En diciembre de 2016, como parte de la estrategia para lograr que la empresa crezca de manera sostenible, Bio Pappel convirtió su deuda total de dólares estadounidenses a pesos, y también redujo su deuda total en 23% durante ese mismo año.

## Crecimiento
A finales de 1980 comienza su transformación en una empresa de embalaje y productos forestales integrados en México comprando, en julio de 1986 al gobierno federal, el 75 por ciento del Grupo Industrial Atenquique (el resto se adquirió en 1996). En 1988, adquiere Zito Woods Products y Celulósicos Centauro al desicorporarla de Grupo Alfa, consolidándose en la explotación de la madera y producción de papel kraft acuerda con Grupo Alfa la compra, en 1994, de las empresas Titán, fabricante de cajas y sacos de papel.
En 1997 anuncian la incursión en el mercado de Estados Unidos con la compra de la McKinley Paper Company, con plantas productoras de papel, cajas y centros de recolección de papel reciclado en el sur de Estados Unidos.
En 1998 el gobierno de México decide desincorporar, en una segunda licitación convocada el 17 de noviembre de 1998, el Grupo Industrial y Comercial PIPSA (Productora e importadora de Papel, Fábricas de Papel Tuxtepec, Mexicana de Papel Periódico y Productora Nacional de Papel Destintado), empresa que tenía el monopolio para producir papel periódico, siendo PIPSA-MEX, S.A. de C.V., integrante de Corporación Durango, la ganadora en una operación de US$114 millones empezando a operarla el 18 de diciembre de ese mismo año. En diciembre de 1999 adquiere la empresa estadounidense Gilman Paper Company.

### McKinley Paper Company
En 1997, Bio Pappel anunció la incursión en el mercado de Estados Unidos con la compra de McKinley Paper Company, con plantas productoras de papel y centros de recolección de papel reciclado en el sur de EE.UU.

### Scribe
En agosto de 2014, Bio Pappel anunció la compra de Grupo Papelero Scribe, empresa líder en producción de papel bond en grandes rollos para libros, impresión comercial y formas continuas, papel bond cortado, cuadernos y libretas. El 5 de junio de 2015, dio a conocer que concluyó la compra de acciones de Corporación Scribe y sus empresas subsidiarias, esto después de que la Comisión Federal de Competencia Económica (Cofece) avaló dicha transacción.

### Nippon Paper Industries
El 31 de marzo de 2017, Bio Pappel adquirió una fábrica localizada en Port Ángeles, Washington, Estados Unidos, con una capacidad de 20 mil toneladas de papel directorio y papeles especiales a la empresa Nippon Paper Industries USA Co. Ltd.

### La Fábrica Papel Tuxtepec
Conocida como FAPATUX fue fundada en1954 por el gobierno federal e inició sus labores en 1958; sus productos principales son papel periódico y Papel para la Comisión de Libros de Textos Gratuitos. En sus inicios, tenía una capacidad instalada de 70 000 toneladas al año. Daba empleo a más de 800 trabajadores en sus inicios. Con el Paso de los años a casi a finales de la década de los 1990, fue adquirida por la iniciativa privada por parte del Grupo CODUSA PIPSAMEX, en la cual su capacidad instalada aumento a 140 000 toneladas y empezó a dar 1250 empleos en forma directas e indirectas. Según esta empresa, está valuada cerca de 1000 millones de pesos mexicanos, o bien lo que viene siendo 50 millones de dólares estadounidense.

## Crisis
El 7 de octubre de 2002 se vende la subsidiaria Durango Paper Company.
Debido a una variedad de factores entre ellos el deterioro de la industria mundial de la celulosa y el papel y la compañía se apalancó, decidiendo reestructurar sus obligaciones de deuda.

## Huelgas
El 26 de abril de 2001 en la planta de Atenquique, Jalisco, estalló una huelga que detuvo por 4 meses las operaciones de la planta. Finalizó con la liquidación de los trabajadores el 29 de agosto de ese mismo año.